# Matthiola tricuspidata
Matthiola tricuspidataa es una especie de planta  perteneciente a la familia Brassicaceae.

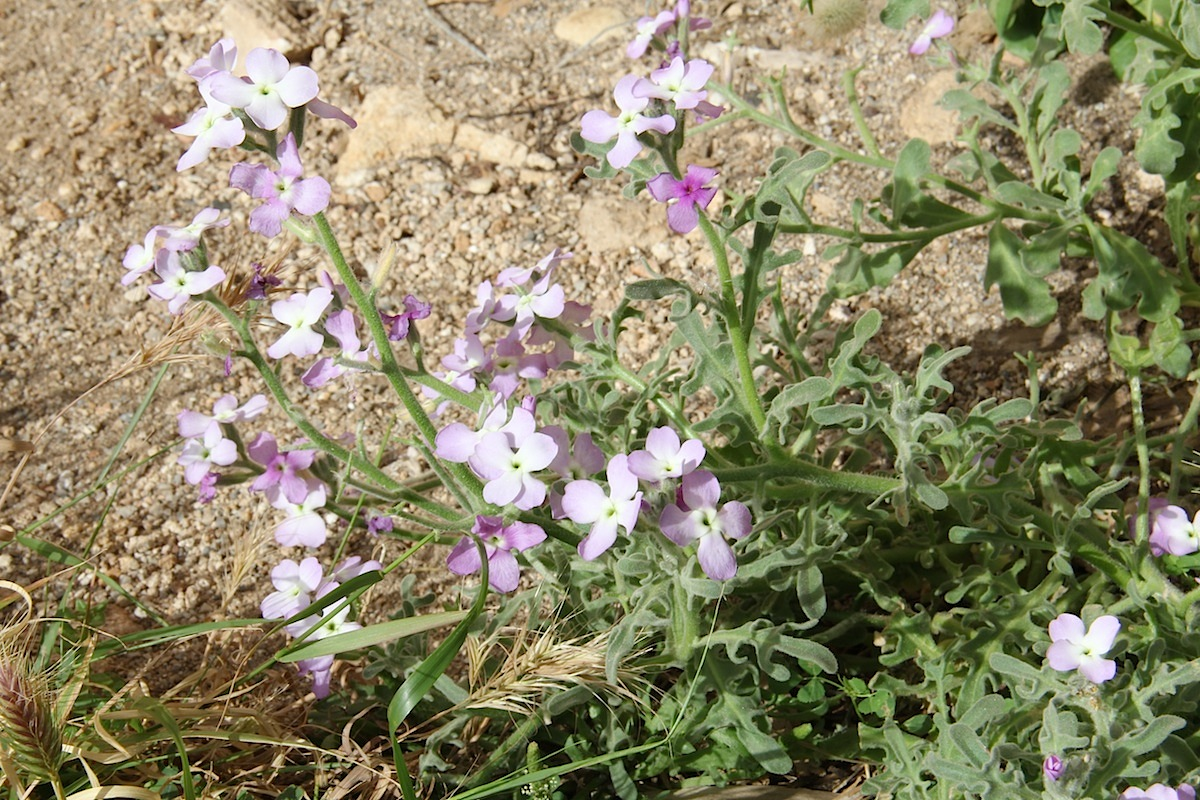
Vista de la planta

## Descripción
Anual de baja a mediana, de hasta 40 cm de alto, cubierta de pelos flojos y bastante lanudos. Hojas ce contorno oval, de someramente lobuladas a pinnatilobuladas: lóbulos romos. Flores de malva a púrpura, de 18-25 mm, con pétalos en forma de estrella de 15-22 mm de largo. Silicua de 25-100 mm de largo, de extendida a refleja y con un ápice característico de 3 cuernos.

## Distribución y hábitat
En el Mediterráneo. Florece en primavera. Hábitats costeros arensosos.

## Taxonomía
Matthiola tricuspidata fue descrita por (L. ) R.Br. y publicado en Hortus Kewensis; or, a Catalogue of the Plants Cultivated in the Royal Botanic Garden at Kew. London 4: 120 1812.
Citología
Número de cromosomas de Matthiola tricuspidata (Fam. Cruciferae) y táxones infraespecíficos: 2n=14
Etimología
Matthiola: nombre genérico que está dedicado al médico y botánico italiano Pietro Andrea Gregorio Mattioli.
tricuspidata: epíteto latino que significa "con tres aguijones".
Sinonimia
- Cheiranthus tricuspidatus L.
- Cheiranthus villosus Forssk.
- Hesperis tricuspidata (L.) Lam.
- Matthiola tricuspidata subsp. tricuspidata (L.) W.T. Aiton
- Matthiola tricuspidata var. triscupidata (L.) W.T. Aiton
- Triceras tricuspidatum (L.) Marie[5]